# Boulevard Jean-Paul-Vincent
Le boulevard Jean-Paul-Vincent est un boulevard de la ville de Longueuil sur la Rive-Sud de Montréal. 

## Situation et accès
Le boulevard Jean-Paul-Vincent débute à l'intersection du boulevard Jacques-Cartier en séparant le Parc régional de Longueuil et le club du golf Le Parcours du Cerf jusqu'au boulevard Fernand-Lafontaine. Au nord de ce dernier, il longe le parc industriel Jean-Paul-Vincent et le secteur résidentiel Collectivité nouvelle, créé dans les années 1980, et finalement au nord de la rue de la Métropole / rue Adoncour. Il est situé dans le quartier Fatima jusqu'à sa fin au boulevard Marie-Victorin, en bordure de l'autoroute 20 / route 132. 

## Origine du nom
Il est nommé en l'honneur de Jean-Paul Vincent, maire et conseiller de la Cité de Jacques-Cartier dans les années 1960 et épicier de profession.

## Historique
Le nom actuel a été officialisé le 31 mars 1994.